# Seneca de Oudere
Lucius of Marcus Annaeus Seneca (Córdoba, ca. 55 v.Chr. - ca. 39 na Chr.) was een Romeins redenaar, schrijver, succesvol zakenman en ridder. Hij is bekend onder de namen Seneca de Oudere, Seneca Maior, Seneca Rhetor of Seneca Pater, ter onderscheiding van zijn zoon, schrijver en filosoof Lucius Annaeus Seneca, bijgenaamd Seneca Minor of Seneca Philosophus.

## Biografie
Seneca Maior werd geboren rond 55 v.Chr. in Corduba (Spanje) uit een Spaans-Romeins riddergeslacht, en was de eerste vertegenwoordiger van een familie van intellectuelen. Toen hij nog jong was, trok hij naar Rome en hier heeft hij een groot deel van zijn leven doorgebracht. Toen Seneca de Oudere in Rome kwam ging hij ijverig retorica studeren. Hij vond literatuur belangrijker dan filosofie. Seneca de Oudere leefde streng en had een ouderwetse leefstijl. Hij was getrouwd met een landgenote, Helvia, die hem drie zonen schonk: de oudste, Gallio, werd proconsul van Achaea (waar hij rond 52 de apostel Paulus ontmoette), de tweede was de filosoof Seneca, en de derde, Annaeus Mela, was de vader van de dichter Lucanus. Alle drie zoons van Seneca hebben een overheidsfunctie gehad: Gallio was proconsul, Lucius Annaeus Seneca was adviseur van Nero, en Mela was keizerlijk procurator. Seneca de Oudere heeft zelf geen overheidsfunctie gehad. Zijn drie zoons hebben allemaal zelfmoord gepleegd in de jaren 65-66 na Christus. 
Seneca de Oudere was de eerste auteur die uitvoerig verhaalde over de declamatie. Hij was getuige van het ineenstorten van de republiek en de opkomst van het principaat. Hij schreef aan het einde van zijn leven, onder keizer Caligula, een historisch werk over burgeroorlogen (dat niet is overgeleverd) en twee retorische werken: de tien boeken Controversiae (stof voor juridische debatten) en de Suasoriae (stof voor politieke debatten). Hij maakte deze werken voor zijn drie zoons. Zij waren immers te laat geboren om de grote redenaars nog te hebben kunnen meemaken.
Seneca had een uitmuntend geheugen, dat hij gebruikte om de declamaties van de redenaars op te schrijven. Als hij oud geworden is schrijft hij er dit over:
Ik ontken niet dat het vroeger zo sterk was dat het niet alleen zijn normale functies perfect vervulde, maar zelfs tot wonderen in staat was. Als er tweeduizend namen werden voorgelezen was ik in staat ze in dezelfde volgorde te reproduceren, en als mijn medeleerlingen om beurten een versregel declameerden, herhaalde ik ze in omgekeerde volgorde, ook al waren het er meer dan tweehonderd. En mijn geheugen onthield niet alleen gemakkelijk wat ik wilde bewaren, maar behield ook gemakkelijk wat ik toevallig had opgevangen. Nu echter is het aangetast door mijn leeftijd en door langdurige verwaarlozing (wat zelfs voor jonge mensen funest zou zijn), zodat het misschien wel iets te bieden, maar niets te beloven heeft.— Seneca Maior

## Werk

### Declamationes
Seneca de Oudere heeft een aantal historische werken geschreven; deze zijn verloren gegaan. Het aan zijn zoons opgedragen werk is gedeeltelijk bewaard gebleven. Dit werk heet Oratorum sententiae, divisiones, colores (Stellingen, opbouw en stijl van de redenaars). 
Seneca was als kritisch toehoorder goed op de hoogte van het retorische en declamatorische bedrijf te Rome. Hij beschikte over een formidabel geheugen: jaren nadat hij een retor aan het woord had gehoord, kende hij nog belangrijke delen van diens toespraak uit het hoofd. Deze gave stelde hem in staat om op latere leeftijd, puttend uit zijn rijke herinneringen, een overzicht samen te stellen van de verschillende retoren, hun scholen en de thema’s die men er behandelde.
Het werk bestaat uit elf boeken, waarvan er tien een overzicht geven van de Controversiae. Dit zijn een zeventigtal fictieve pleidooien voor de rechtbank over allerlei rechtskwesties, door verschillende sprekers met voor- en tegenargumenten uiteengezet, gevolgd door een indeling van de rechtsvragen en een uiteenzetting van de retorische kunst om een zaak positief of negatief te belichten. Van deze tien boeken zijn er maar vijf overgebleven (Boek 1, 2, 7, 9 en 10). Ook hebben we de beschikking over een samenvatting van het geheel door een onbekende auteur. Eén boek van het werk is gewijd aan de Suasoriae of Suasoriën. Daar staan zeven fictieve politieke redevoeringen in die bekende historische persoonlijkheden in de mond werd gelegd, om zich te beraden over moeilijke beslissingen in belangrijke conflictsituaties.
Aan de hand van voorbeelden en citaten uit de schatkamer van zijn eigen geheugen geeft Seneca de stijlopvattingen van de afzonderlijke retoren weer. Hij voegde eigen op- en aanmerkingen toe, in het bijzonder in de voorwoorden op de boekdelen. Seneca’s eigen voorkeur ging uit naar de Ciceroniaanse traditie, en hij vergeleek de leerlingen van de eigentijdse retorenscholen met mensen die in het duister waren opgevoed en door de felle zon verblind raakten als ze met de praktijk te maken kregen. Retoriek was ooit het instrument bij uitstek voor de opleiding van toekomstige burgers. Nu neemt volgens Seneca Rhetor de kwaliteit van de retoriek af door nutteloze oefeningen, de declamaties, die over thema's en onderwerpen die fictief zijn. Ze zijn gekozen omdat ze een ongewoon of raar karakter hebben, enkel en alleen voor het publiek. De declamaties zijn nu eigenlijk een publiek spektakel geworden.
De werken van Seneca zijn amusant om te lezen, voor een deel door de anekdotes, voor een deel door de scherpzinnige kritiek van de auteur, en door de grappige uitspraken van de declamatoren die hij af en toe citeert.

## Belang
Het werk is belangrijk voor onze kennis van de ontwikkeling van de retoriek: door voorbeelden van het werk van de beste redenaars van zijn tijd te verzamelen, heeft Seneca ons een goede indruk nagelaten van de Romeinse declamatiekunst, die op de Latijnse literatuur van de keizertijd sinds Ovidius grote invloed heeft uitgeoefend. Seneca Maior heeft een grote invloed gehad op de geschiedenis van de retorica in het begin van de keizertijd.